# Alive (P.O.D.-Lied)
Alive (englisch für „Lebendig“) ist ein Lied der US-amerikanischen Nu-Metal-Band P.O.D. Der Song ist die erste Singleauskopplung ihres vierten Studioalbums Satellite und wurde am 4. Juli 2001 veröffentlicht.

## Inhalt
Alive ist eine Hymne auf das Leben und dessen positive Seiten. Sonny Sandoval singt aus der Perspektive des lyrischen Ichs, dass er jeden Tag und jeden Atemzug genieße, dankbar für sein Leben sei, aus seinen Fehlern lerne und stets sein Bestes gebe sowie an das Gute und die Liebe glaube. Er fühle sich zum ersten Mal wirklich lebendig und als ob er fliegen könne.

“Every day is a new day
I’m thankful for every breath I take
I won’t take it for granted
So I learn from my mistakes”

## Produktion
Der Song wurde von dem US-amerikanischen Musikproduzenten Howard Benson zusammen mit P.O.D. produziert. Als Autoren fungierten die vier Bandmitglieder von P.O.D.: Sonny Sandoval, Marcos Curiel, Noah Bernardo und Mark Daniels.

## Musikvideo
Bei dem zu Alive im San Fernando Valley gedrehten Musikvideo führte Francis Lawrence Regie. Es feierte am 20. August 2001 Premiere und verzeichnet auf YouTube über 22 Millionen Aufrufe (Stand: Mai 2024). Das Video zeigt einen Unfall, bei dem ein junger Mann in seinem Auto von einem Bus gerammt wird. Daneben ist die Band zu sehen, die den Song auf einer Fahrbahn und unter einer Autobahnbrücke spielt. Zudem werden weitere Szenen aus dem Leben des Mannes gezeigt, der Surfen geht, Skateboard fährt und seine Freundin küsst, während sich parallel dazu das Auto in Zeitlupe überschlägt. Am Ende kriecht der Mann lebend aus dem Autowrack.
Bei den MTV Video Music Awards 2002 wurde das Video in den Kategorien Video of the Year, Best Group Video, Best Direction, Best Special Effects und Viewer’s Choice nominiert, konnte jedoch in keiner gewinnen.

## Single

### Covergestaltung
Das Singlecover zeigt die vier Bandmitglieder von P.O.D., Mark Daniels, Noah Bernardo, Sonny Sandoval und Marcos Curiel, die den Betrachter ansehen. Im unteren Teil des Covers befinden sich die Schriftzüge P.O.D. in Grau und Alive in Weiß. Der Hintergrund ist schwarz gehalten.

### Titellisten
Single
1. Alive (Albumversion) – 3:22
2. School of Hard Knocks – 4:04

Maxi
1. Alive (Albumversion) – 3:22
2. School of Hard Knocks – 4:04
3. Lie Down (Demo) – 4:20
4. Alive (Video) – 3:40

### Chartplatzierungen
Alive stieg am 4. Februar 2002 auf Platz 16 in die deutschen Singlecharts ein und belegte in den folgenden Wochen die Ränge 21 und 17. Insgesamt hielt sich der Song elf Wochen lang in den Top 100. Weitere Top-20-Platzierungen gelangen unter anderem in Dänemark, Finnland, Österreich, Schweden, Norwegen, Australien und dem Vereinigten Königreich.
| ChartsChartplatzierungen       | Höchstplatzierung | Wochen |
| ------------------------------ | ----------------- | ------ |
| Deutschland (GfK)              | 16 (11 Wo.)       | 11     |
| Österreich (Ö3)                | 11 (16 Wo.)       | 16     |
| Schweiz (IFPI)                 | 51 (11 Wo.)       | 11     |
| Vereinigtes Königreich (OCC)   | 19 (6 Wo.)        | 6      |
| Vereinigte Staaten (Billboard) | 41 (20 Wo.)       | 20     |

### Verkaufszahlen und Auszeichnungen
Alive erhielt in Australien im Jahr 2002 für über 35.000 verkaufte Einheiten eine Goldene Schallplatte.

| Land/Region       | Auszeichnungen für Musikverkäufe (Land/Region, Auszeichnung, Verkäufe) | Verkäufe |
| ----------------- | ---------------------------------------------------------------------- | -------- |
| Australien (ARIA) | Gold                                                                   | 35.000   |
| Insgesamt         | 1× Gold ·                                                              | 35.000   |

Bei den Grammy Awards 2002 wurde der Song in der Kategorie Best Hard Rock Performance nominiert, unterlag jedoch dem Lied Crawling von Linkin Park.